# Чаусский уезд
Ча́усский уе́зд — административно-территориальная единица Могилёвской губернии (в 1796—1801 — Белорусской, а в 1919—1922 — Гомельской), существовавшая с 1777 до 1922 года. Центр — город Чаусы.

## История
Первоначально территория уезда входила в состав Могилёвского наместничества Великого княжества Литовского, которое с 1566 стало частью Оршанского повета Витебского воеводства. С 1589 в Могилёвской экономии. После первого раздела Речи Посполитой с 1772 по 1777 территория относилась к Могилёвской провинции Российской империи. В 1777 году был образован Чаусский уезд в составе Могилёвской губернии. В 1796 году Могилёвская губерния стала частью Белорусской губернии, а в 1802 году снова была выделена в самостоятельную единицу.
В апреле 1919 года уезд был включён в Гомельскую губернию. В мае 1922 года уезд был упразднён, а его территория была передана в Горецкий и Могилёвский уезды. В настоящее время соответствует Чаусскому и Дрибинскому районам Могилёвской области.

## География
Чаусский уезд занимал среднюю часть Могилёвской губернии. Площадь поверхности 2168 кв. вёрст. Площадь уезда холмиста, имеет склонение к югу. Почва преимущественно суглинистая. Орошается системой реки Прони, притока Сожа. Проня протекала в уезде 60 в. и принимала в себя р. Басю с Полной, Голубинкой, Овчесой и Косаней, Ресту с Дублянкой, Плесной и Рудей. Сплавных и судоходных рек нет. Озёр нет, болот немного.

## Население
Жителей в 1900 г. насчитывалось 90 568 чел. (44969 муж. и 45 599 жен.), из них крестьяне составляли 58 %, мещане — 8 %. Православных 83 479 чел., римо-католиков — 1937 чел., остальных христиан — 673 чел., иудаистов — 4479 чел. Населенных мест имелось 280, в том числе 1 город и 5 местечек.

## Экономика

### Сельское хозяйство
В 1900 г. у 1189 владельцев была 104 061 десятина земли. Из этого числа 176 дворянам принадлежали 45 120 дес., 583 мещанам — 10 495 дес., 19 купцам — 5931 дес., 193 крестьянам — 3846 дес. и прочим 40 владельцам — 1345 дес. 92 сельских общества имели 18 641 дес., 86 товариществ крестьян — 20 683 дес. Надельной земли 108 681 десятина. Посеяно было ржи — 27 031 четверть, овса — 30 203, ячменя — 4711, гречихи — 4100, остальных хлебов — 2610, конопли — 1171, льна — 954 и картофеля — 49 281 четверть; собрано ржи — 118 272 четверти, овса — 107 465, ячменя — 16 860, гречихи — 11 653, остальных хлебов — 10 469, конопли — 3186, льна — 2705 и картофеля — 393 436 четвертей. Сена накошено 1 930 412 пудов. Засеяно было: рожью — 26 031 дес., овсом — 11 886, ячменем — 3883, гречихой — 3914, остальными хлебами — 2291, коноплёй — 1294, льном — 1532, картофелем — 4738 дес.; сенокосы занимали 18 038 десятин. Скота в уезде (без города) было: лошадей — 26 353 головы, крупного рогатого — 31 789, овец простых — 42 783, свиней — 20 810, коз — 1934. 3 центральных конюшни и 9 случных пунктов. Конский завод в имении Рясне.

### Обрабатывающая промышленность
Фабрик и заводов было 153, с 828 рабочими и производством на 74 302 р. В уезде было наибольшее число мельниц — 110 и сукновален — 17; по сумме производства первое место занимали 6 винокуренных заводов (37 232 р.).

### Сфера услуг
Торговых предприятий 370 с годовым оборотом в 519 950 р. В 1901 г. выдано было торговых свидетельств годовых 361 и полугодовых 8. Мирских расходов в 1900 г. было 34 136 р., из них на народное образование 9102 р. Врачей 2, фельдшеров 16; больниц и лечебниц 4, приемных покоев 4, богаделен 14 на 48 чел. Школ народных 11 министерства народного просвещения (с 853 учениками), 21 церковно-приходская (1218), 79 школ грамоты (2296). 12 читален; в 4 пунктах устраивали народные чтения. Почтово-телеграфное отделение в местечке Рясне.

## Административное деление
В 1913 году в уезде было 9 волостей: 
| - Гладковская — с. Гладково, - Голенёвская — с. Голени, - Городецкая — с. Городецк, - Горская — м. Горы, - Дрибинская — м. Дрибино, - Радомльская — с. Радомль, - Рясненская — м. Рясна, - Чаусская — г. Чаусы, - Чернявская — с. Чернявка |